# Pojedynek

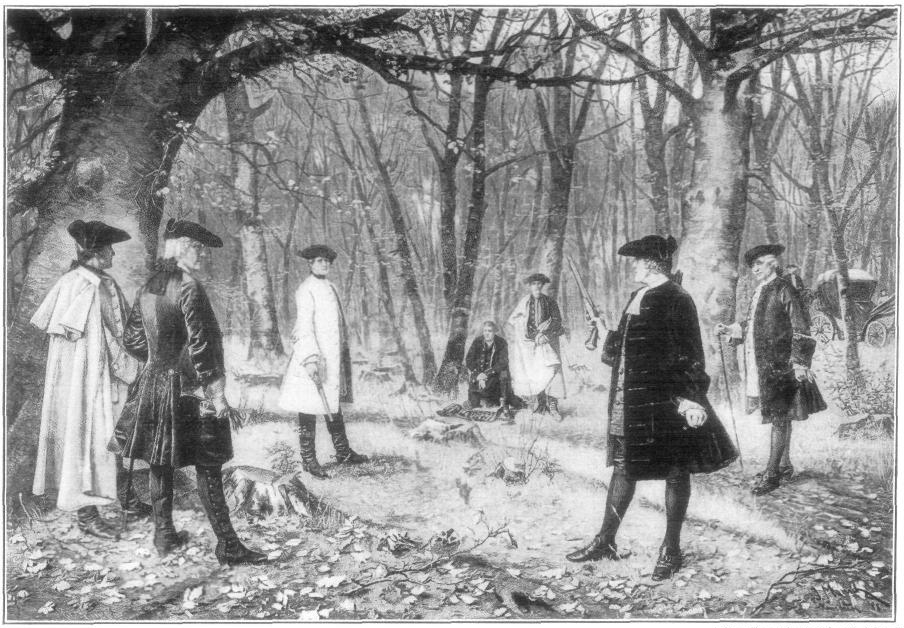
Aaron Burr rani śmiertelnie w pojedynku Alexandra Hamiltona (11 lipca 1804)

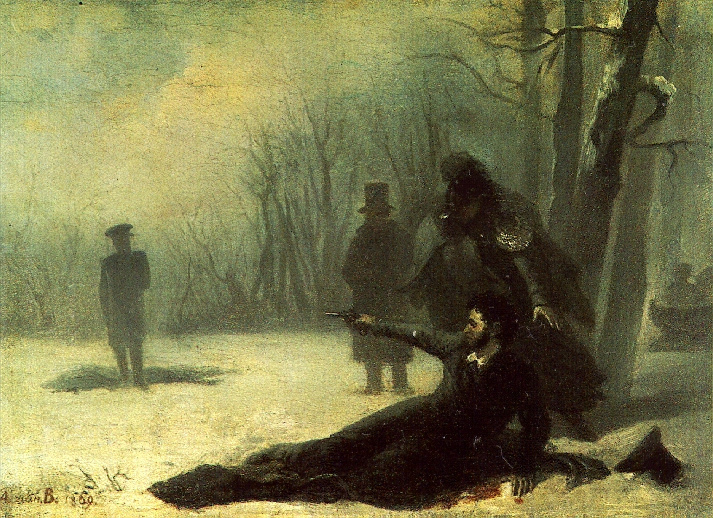
Pojedynek Aleksandra Puszkina z Georgesem-Charlesem de Heeckeren d’Anthès. Adrian Wołkow, 1860)

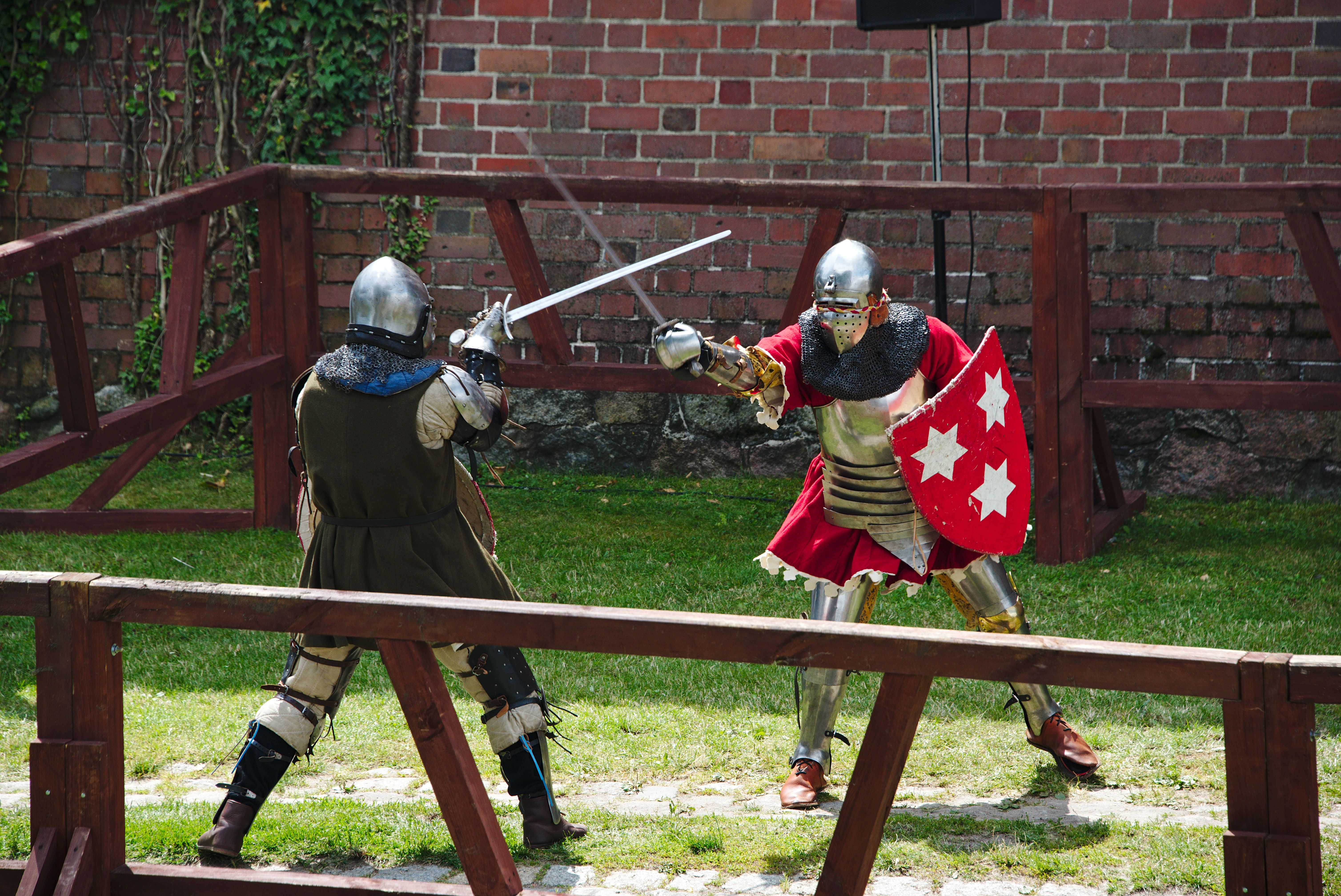
Pojedynek rekonstruktorów średniowiecznych rycerzy podczas Oblężenia Malborka

Pojedynek (łac. duelium, gr. μονομαχία) – zaaranżowana walka pomiędzy dwoma uzbrojonymi przeciwnikami stanowiąca honorowy sposób rozstrzygnięcia sporu. W średniowieczu pojedynek sądowy był częstym i ostatecznym środkiem dowodowym w procesie sądowym.
Pojedynek toczyli rywale osobiście zaangażowani w konflikt, który zainicjować mogła przykładowo obraza, spór czy potrzeba ochrony dobrego imienia. Pojedynki i sposób ich przygotowania zaczęły z czasem przyjmować formę rytuału, powstawały nieformalne prawa i obowiązki pojedynkujących się oraz ich sekundantów (do obowiązków sekundanta należało przykładowo ustalenie miejsca i czasu pojedynku oraz zasad i warunków walki). W pojedynkach najczęściej stosowano broń białą (np. miecz, rapier, szpadę, szablę), a po upowszechnieniu się broni palnej również pistolety.

## Mityczne początki
Tematem 3 księgi Iliady jest pojedynek Parysa z Menelaosem, w dalszym ciągu poematu opisany jest szereg innych: m.in. Diomedesa z Glaukosem (zakończony rozstaniem się w zgodzie i zamianą zbroi na znak przyjaźni) i najsławniejszy Achillesa z Hektorem.
Seria pojedynków naśladowana jest w Eneidzie.

## Pojedynki w średniowieczu
W okresie średniowiecza pojedynki zostały wpisane do ówczesnych kodeksów prawnych i uznane za środek dowodowy w przewodzie sądowym (tzw. pojedynek sądowy). Jednak już w XII wieku zaczęto podejmować próby ich ograniczenia ze względu na to, że często kończyły się śmiercią jednej ze stron w błahych sprawach. Pojedynek stopniowo znikał ze spisów praw różnych krajów, a i pojedynki w sprawach osobistych wraz z upływem czasu były zakazywane w coraz większej liczbie państw.

## Pojedynki w XVII wieku
W XVII wieku, szczególnie we Francji, bardzo rozpowszechniły się pojedynki w obronie honoru. Modny we Francji dworski styl życia i związane z nim nieodłącznie plotki, intrygi i różne skandale stwarzały mnóstwo powodów do pojedynkowania. Arystokracja i szlachta, prowadząca na dworze próżniaczy tryb życia, często miała okazję do tego, by czynić użytek ze swych przybocznych szpad. Rywalizację o pensje, damy, tytuły, splendory i zaszczyty rozstrzygano pomiędzy sobą za pomocą pojedynków. Wbrew pozorom nie była to epoka formalnych, pełnych wzajemnej grzeczności pojedynków. Formalna, napuszona grzeczność oraz kultura ówczesnej szlachty była bardzo powierzchowna. Z dawnych akt sądowych i innych źródeł wynika nieco inny obraz, niż podają go niektórzy pisarze – starcia zbrojne najczęściej wzniecano po spożyciu nadmiernej dawki napojów alkoholowych. Pojedynki miały zwykle miejsce tam, gdzie doszło do kłótni, a przy tym towarzysze powaśnionych niejako z obowiązku włączali się do walki. Walczono nie przebierając w środkach i nie kłopocząc się żadnymi zasadami: na przykład rzucano piaskiem w oczy przeciwnikowi, albo kapeluszem w twarz lub też stosowano inne podstępy, by tylko odwrócić choćby na chwilę uwagę przeciwnika i zadać mu cios bronią.
Za panowania Henryka IV zabito w pojedynkach około 8000 osób, a drugie tyle król ułaskawił. Na początku XVII wieku w całej Francji stracić życie w pojedynkach miało około 30 000 osób, a więc więcej niż w niejednej wojnie, jakie rozgrywały się ówcześnie.
W czasach Ludwika XIV pojedynkowały się nawet kobiety. W 1721 w Lasku Bulońskim do pojedynku o względy Armanda de Vignerot du Plessis, trzeciego księcia de Richelieu, stanęły hrabina de Polignac oraz markiza de Nesle. Hrabina de Polignac postrzeliła markizę de Nesle w ramię; markiza jednak przeżyła postrzał.

## Pojedynki w XIX wieku

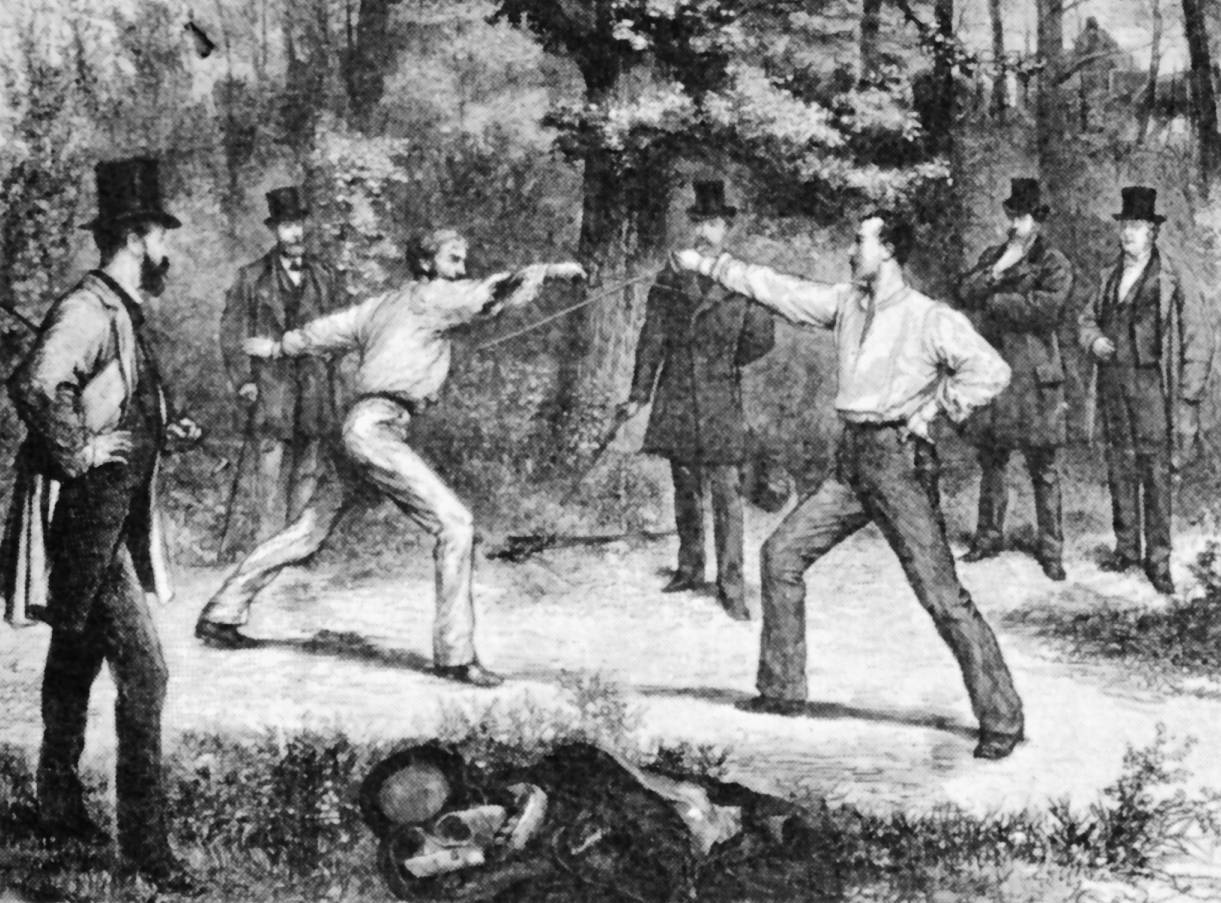
Pojedynek w Lasku Bulońskim w Paryżu (1874)

W XIX wieku obok szermierki wojskowej szczególnie rozwinęły się pojedynki honorowe wraz ze wszystkimi towarzyszącymi jej rytuałami. Jeszcze przed II wojną światową pojedynki były rozpowszechnione nie tylko w Europie, ale i za oceanem. Ginęli w nich nieraz wybitni ludzie. Wystarczającym pretekstem do pojedynku była obraza honoru. Obrazić zaś honor można było bardzo łatwo – wystarczyło zrobić coś, co uwłaczało czyjemuś honorowi i nie przeprosić go za to. Szczególnie stara arystokracja rodowa miała wysokie mniemanie o swoim honorze. Arystokrację naśladowała szlachta, a potem nowobogacka burżuazja oraz osoby wywodzące się z tych warstw społecznych, które pojedynkowały się najczęściej. Honor w korpusie oficerskim stał się czymś w rodzaju fetyszu. W niejednej armii oficerskiej, do której zaliczyć należy też polską, aż do II wojny światowej honor oficera był stawiany ponad ludzkie życie. Zapominano przy tym o zdrowym rozsądku. Korpus oficerski wywierał olbrzymią presję na swoich członków. Musieli się oni stawiać do pojedynku nawet, jeśli taki rodzaj satysfakcji był sprzeczny z ich przekonaniami. Oficerów, którzy odmawiali pojedynku, skazywano na pogardę, uznając ich za tchórzy. Co więcej, bojkotowano ich towarzysko. Ostatecznie bywało i tak, że taka osoba musiała rozstać się z mundurem. W XIX wieku pojedynki szczególnie rozprzestrzeniły się w Niemczech (podobnie jak wcześniej, w XVII wieku, miało to miejsce we Francji).
Jak dalece zasady zachowania honoru były ryzykowne i lekkomyślne, ilustruje przypadek z 1817, gdy francuski Kreol Henri d’Edville stanął do pojedynku ze szkockim kapitanem Stuartem. Przeciwnicy mieli strzelać do siebie na dnie wykopanego grobu, z odległości dwóch kroków, przez prześcieradło, którego końce trzymali obaj w lewych rękach. Jednak d’Edville zemdlał, zanim padła komenda do oddania strzału.
Choć pierwsze reguły pojedynków spisano już w XVII wieku, to wiele pojedynków w pierwszej połowie XIX wieku odbywało się z pominięciem jakichkolwiek reguł i miało często tragiczne zakończenie. Niektóre pojedynki miały kuriozalny przebieg. W 1803 na błoniach pod Paryżem Grandpierre i Peck stoczyli pojedynek, wznosząc się jednocześnie balonami na wysokość 200 metrów i strzelając do siebie (do czasz balonów) ze starych muszkietów. Trafiony celnie balon Pecka pękł, co zakończyło się śmiercią jego pasażera na miejscu tego zdarzenia.
Jednolite przepisy spisane we Francji w pierwszej połowie XIX wieku stały się pewnym wzorcem do kodeksów honorowych, jakie powstały w innych krajach. W XIX wieku pojedynki zostały bardzo sformalizowane, obowiązywał kodeks określający ścisłe prawa i obowiązki wyzwanego, wyzywającego, zastępców i prowadzącego pojedynek oraz sam sposób prowadzenia pojedynku. Kodeksy honorowe określały zasady postępowania honorowego zarówno podczas pojedynków na broń białą, jak i broń palną (broniami honorowymi wykorzystywanymi w pojedynkach były: szabla, szpada i pistolet). Pojedynki odbywały się w większości krajów na szpady (w Polsce i na Węgrzech – na szable). Szable dopuszczone do pojedynku musiały być ostre, pozbawione wyszczerbień i rdzy. W przypadku zakazu stosowania w czasie walki pchnięć, używano szabel o tępych końcach. Natomiast szpady musiały mieć jednakową długość. Przed pojedynkiem klingi dezynfekowano tamponami. Walka na broń białą toczyła się do pierwszej, drugiej bądź trzeciej rany lub też do całkowitego obezwładnienia przeciwnika. Kwalifikowanie zadanych ran należało do lekarzy. Podczas walki nie wolno było przerzucać broni z jednej ręki do drugiej ani też chwytać ręką za broń przeciwnika. Stosowano komendy Baczność, Naprzód albo Bij i Stój. Kierownik walki przerywał ją gdy: jeden z walczących otrzymał ranę, jeden z walczących upadł, jeden z walczących – wcześniej ranny – był niezdolny do walki, jednemu z walczących wypadła z ręki broń (lub się złamała), jeden z walczących dotknął końcem klingi ziemię – należało ją ponownie zdezynfekować, jeden z walczących odstąpił od zachowania przepisów pojedynku. Kierownikowi pojedynku pomagał sekundant, który przerywał walkę, gdy czegoś nie zauważył kierownik.
Historycy wskazują na pewien niedostatek źródeł na temat pojedynków. Pojedynkowano się bowiem najczęściej, zachowując to w tajemnicy, w odosobnionych miejscach, a ich uczestnicy i świadkowie zobowiązywali się pod przysięgą do zachowania pełnej dyskrecji.
W drugiej połowie XIX wieku nastała moda na pojedynki także wśród studentów. Szczególnie często pojedynkowali się członkowie korporacji akademickich w Niemczech. Twarz skancerowana licznymi bliznami wyniesionymi z pojedynków była dla niejednego absolwenta większym powodem do dumy niżeli dyplom ukończenia uczelni.

## Warunki zakończenia pojedynku
W zależności od wcześniejszych ustaleń, pojedynki były prowadzone do:
- upływu uzgodnionego czasu (w przypadku walki na broń białą),
- wykonania wszystkich strzałów (nawet jeśli były chybione),
- pierwszej lub drugiej krwi (zranienia),
- niezdolności pojedynkowej (rana używanej ręki czy omdlenie),
- śmierci jednego z walczących (w późniejszych kodeksach honorowych uznany za niedopuszczalny).

## Pojedynki w Polsce
W Polsce pojedynki pojawiły się w XIII wieku, wraz z ugruntowaniem przepisów prawa magdeburskiego (Zwierciadło saskie). W roku 1252 Bolesław V Wstydliwy zezwala odbywać sądy z próbą wody i rozpalonego żelaza oraz pojedynki na miecze i kije. Henryk I Brodaty zabronił jednak stosowania „prób Bożych” w postępowaniu przeciw oszczercom. Zasady odbywania pojedynków sądowych w Polsce średniowiecznej odnotowane zostały w dokumencie Najstarszy Zwód Prawa Polskiego.
Za panowania Kazimierza III Wielkiego, w wyniku renesansu prawodawstwa polskiego, pojedynki sądowe powoli ustają. W XVI wieku pojedynki w Polsce i na Litwie zostały prawnie zakazane, ale król mógł udzielić indywidualnego, specjalnego zezwolenia na pojedynek w szczególnych okolicznościach, o czym mówiło prawo z 1588. Statuty litewskie za zabójstwo w pojedynku stanowiły karę śmierci.
W wojsku samo wyzwanie na pojedynek było sprawą gardłową. Surowo karano też rozlew krwi w miejscu pobytu króla. W roku 1674 jeszcze bardziej wzmożono ostrość ustaw przeciwko pojedynkom, co jednak nie było w stanie wyeliminować tego obyczaju z życia publicznego. Chociaż prawa często nie przestrzegano, to jednak stosowano się zwykle do zasad zwyczajowych. Tak więc pojedynki nie mogły się odbywać w soboty i święta oraz w dni poświęcone Najświętszej Marii Pannie (por. pokój i rozejm Boży).
Liczba pojedynków niezmiernie wzrosła w XVIII wieku, zwłaszcza za panowania Stanisława II Augusta. Nie pomagała kara „wieży”, ani klątwy rzucane przez biskupów na pojedynkujących się. Sytuacji tej nie zmieniły też prawa państw zaborczych.
W 1907 opisywany w prasie był pojedynek dwóch kobiet we Lwowie. Pojedynki zdarzały się także w okresie II Rzeczypospolitej. W styczniu 1928 donoszono o pojedynku między oficerami (jeden o nazwisku Pociecha będący adiutantem Józefa Piłsudskiego, drugi to syn senatora Bronisława Krzyżanowskiego), który odbył się wskutek obrazy czci Marszałka, zaś w zdarzeniu obaj strzelali do siebie mając zasłonięte oczy z odległości ramienia z automatycznych rewolwerów aż do wyczerpania amunicji (w rezultacie przeciwnicy odnieśli poważne obrażenia). Istniały środowiska krytykujące pojedynki. Prezesem Akademickiej Ligi Antypojedynkowej we Lwowie był Mieczysław Orłowicz, zaś w 1928 Julia Świtalska-Fularska propagowała uznanie osobistej odpowiedzialności honorowej kobiet i stworzenia dla nich specjalnego kodeksu honorowego bez krwawych pojedynków (tłem tych postulatow były tragiczne skutki pojedynków między mężczyznami spowodowane przez obrazę pomiędzy kobietami).

## Pojedynki dziś
Pewien niegroźny dla życia rodzaj pojedynków jest dozwolony przez prawodawstwo Niemiec, Austrii i Szwajcarii. Taki pojedynek nazywa się menzurą. Menzury odbywają się we wszystkich miastach uniwersyteckich w krajach niemieckojęzycznych.
Prawo polskie zakazuje pojedynków, a uszkodzenie ciała lub pozbawienie życia w wyniku pojedynku traktuje jako przestępstwo.
Termin "pojedynek" potocznie oznacza rywalizację dwóch stron i najczęściej jest stosowany przy opisie gier sportowych.

## Pojedynki w kulturze i sztuce

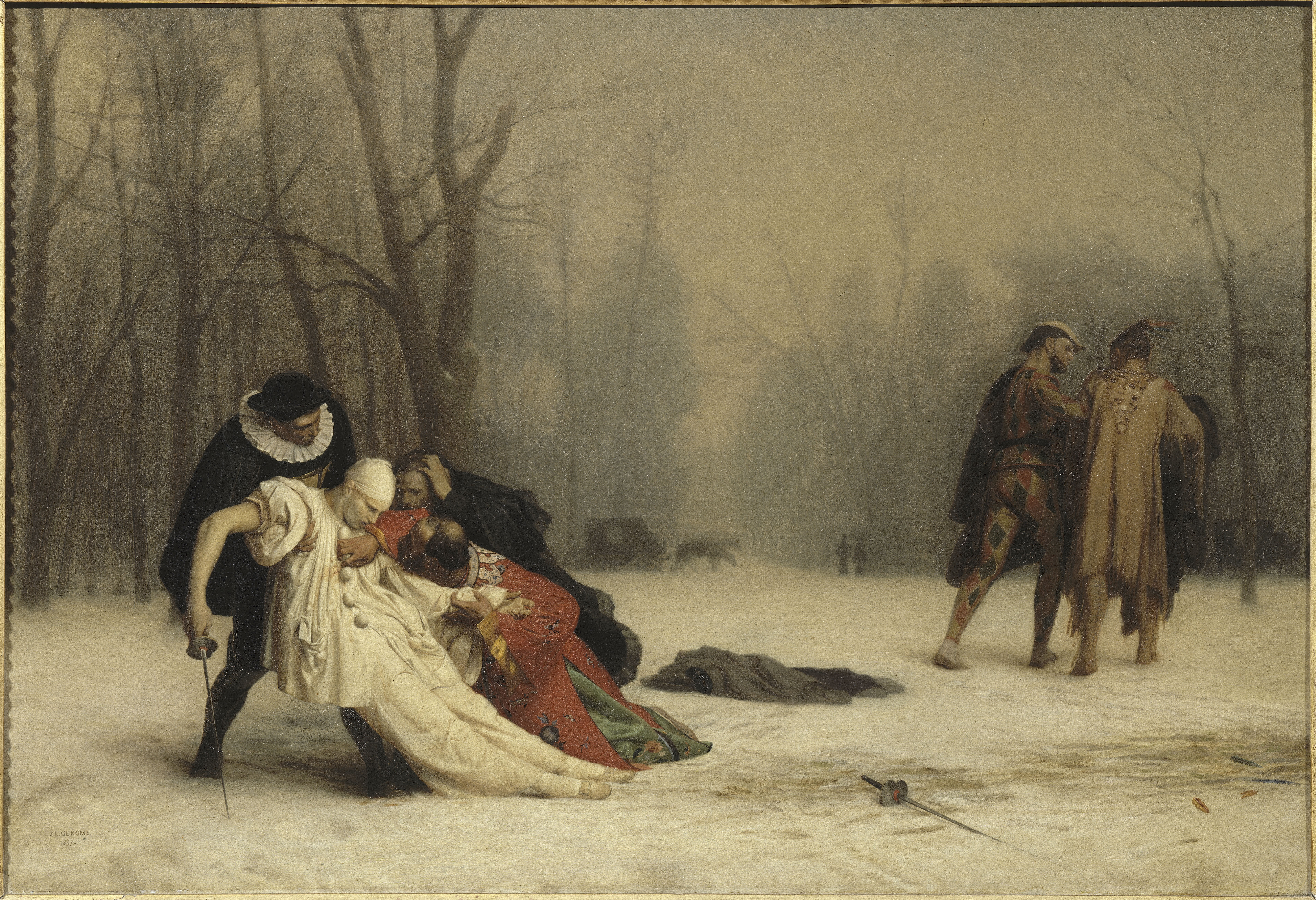
Pojedynek po balu maskowym, Jean-Léon Gérôme, 1857

W 1977 film o obsesyjnym dążeniu do pojedynku, zatytułowany The Duellists (polski tytuł Pojedynek), nakręcił Ridley Scott. Debiutanckie dzieło brytyjskiego reżysera powstało na podstawie noweli Josepha Conrada i opowiada o dwóch oficerach armii Napoleona, przez lata próbujących zadawniony konflikt rozwiązać za pomocą broni.
W polskiej literaturze opisy pojedynków na pistolety są m.in. w Lalce Bolesława Prusa (między Wokulskim i baronem Krzeszowskim), Rodzinie Połanieckich Henryka Sienkiewicza, Pożegnaniu jesieni Stanisława Ignacego Witkiewicza oraz Tajemniczej wyprawie Tomka Alfreda Szklarskiego.